# Ардара (Ирландия)

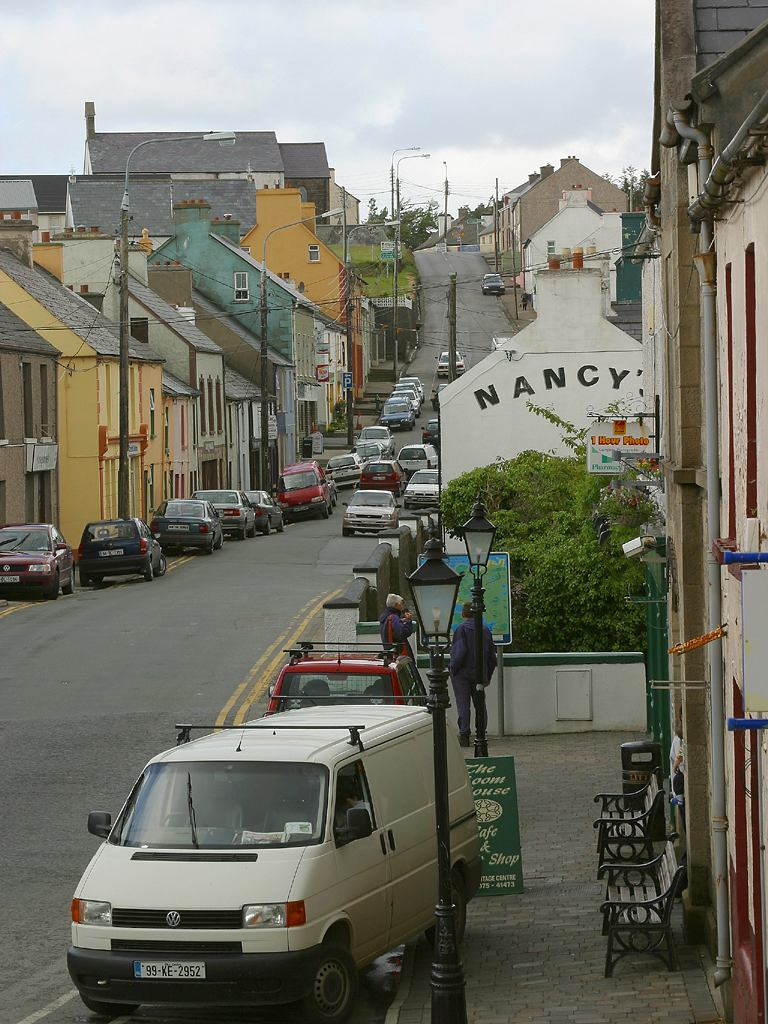
Улица Ардары

Чтобы посмотреть информацию о городе в Италии, см. Ардара (Италия)
Ардара (англ. Ardara; ирл. Ard an Rátha) — деревня в Ирландии, находится в графстве Донегол (провинция Ольстер).

## Демография
Население — 564 человека (по переписи 2006 года). В 2002 году население было 578 человек.
Данные переписи 2006 года:
| Общие демографические показатели |               |                               |                               |      |      |
| Всё население                    | Всё население | Изменения населения 2002—2006 | Изменения населения 2002—2006 | 2006 | 2006 |
| 2002                             | 2006          | чел.                          | %                             | муж. | жен. |
| 578                              | 564           | −14                           | −2,4                          | 268  | 296  |